# Carolo (álbum)
Carolo no pudo publicarse por la crisis del 2001. Se edito de manera de regalo en el disco Jessico, hecho por el grupo argentino Babasónicos, lanzado el 9 de agosto de 2012. El disco se incluía en Jessico.

## Detalles del álbum
Jessico fue lanzado el 25 de julio de 2001, en medio de una de las crisis socioeconómicas más duras que haya golpeado a la Argentina y, particularmente, a la industria discográfica. El álbum batió récords de ventas y difusión y marcó un punto de inflexión definitivo en el posicionamiento local y la posterior proyección internacional de la banda. Fue votado "Disco del año" en la encuesta del Suplemento Sí! del Diario Clarín y posicionado como uno de los "100 mejores discos del rock argentino" según Rolling Stone. Recibió además una nominación a los Premios Grammy Latinos como "Mejor disco de rock". Al cumplirse 10 años del lanzamiento de dicho álbum, Babasónicos decidió reeditar Jessico acompañándolo de un segundo disco que contuviera las canciones que habían quedado fuera del lanzamiento original en un disco de descartes. Carolo contó con la producción de Gustavo Iglesias y de la banda. Fue grabado en abril y mayo de 2001 y mezclado en 2005 y remezclado 2012. La banda tomó la misma dirección en 2016 con Inflame, un disco compuesto enteramente de canciones descartadas de Infame, de 2003.

## Lista de canciones
| N.º | Título             | Escritor(es)                | Duración |  |
| 1.  | «Deeee»            | A. Rodríguez                | 04:55    |  |
| 2.  | «Su Caballo»       | A. Rodríguez                | 03:39    |  |
| 3.  | «Desimperio»       | A. Rodríguez                | 03:11    |  |
| 4.  | «Los Hippies»      | A. Rodríguez                | 04:36    |  |
| 5.  | «Un Buen Disfraz»  | A. Rodríguez                | 02:59    |  |
| 6.  | «Sensacional»      | M. Domínguez                | 01:56    |  |
| 7.  | «Lajotape»         | A. Rodríguez                | 04:09    |  |
| 8.  | «Baile Frotado»    | A. Rodríguez                | 03:05    |  |
| 9.  | «Hojarasca»        | A. Rodríguez                | 03:23    |  |
| 10. | «Aguamarina»       | A. Rodríguez, D. Castellano | 02:09    |  |
| 11. | «Cachetadas Pares» | A. Rodríguez                | 04:13    |  |

## Sencillos
- "Los Hippies"
- "Desimperio"